# Pommelsbrunn

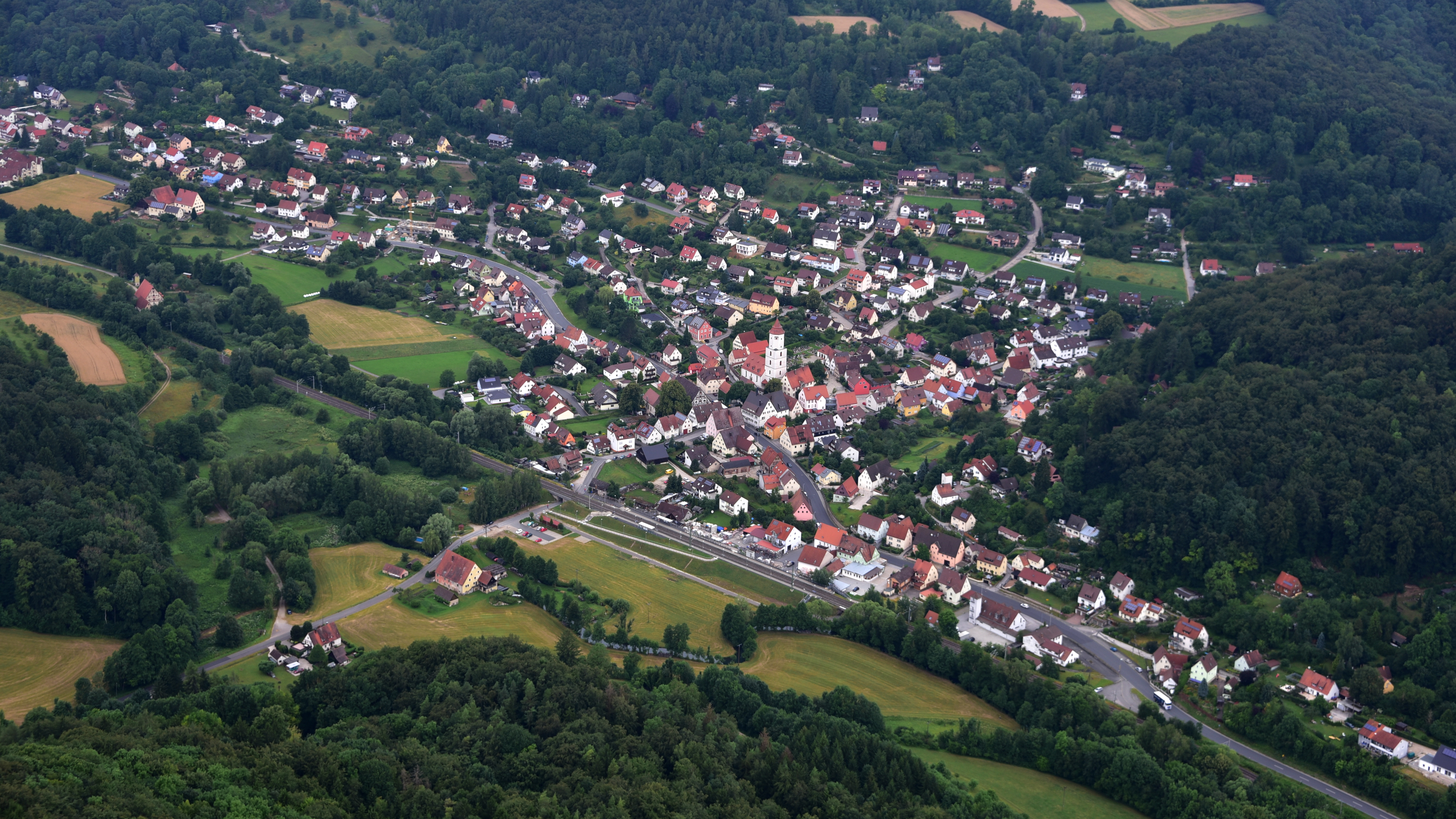
Pommelsbrunn, Luftaufnahme (2016)

Pommelsbrunn ist eine Gemeinde im mittelfränkischen Landkreis Nürnberger Land.

## Geographie

### Geographische Lage
Pommelsbrunn liegt rund fünf Kilometer östlich von Hersbruck im Osten des Landkreises Nürnberger Land. Der östliche Gemeindeteil Hartmannshof grenzt an den Landkreis Amberg-Sulzbach. Durch Pommelsbrunn verläuft die Bundesstraße 14. Das Gemeindegebiet wird von der Pegnitz und ihren Zuflüssen Högenbach und Hirschbach durchflossen.
Das Gemeindegebiet weist eine stark bewegte Topografie auf und liegt auf einer Höhe von 400–650 m ü. NHN. Die Juralandschaft von Pommelsbrunn befindet sich in der naturräumlichen Haupteinheit Fränkische Alb und der Naturraum-Einheit Nördliche Frankenalb.

### Gemeindegliederung
Die Gemeinde hat 22 Gemeindeteile (in Klammern ist der Siedlungstyp angegeben):
- Althaus (Weiler)
- Appelsberg (Weiler)
- Arzlohe (Dorf)
- Bürtel (Weiler)
- Eschenbach (Pfarrdorf)
- Fischbrunn (Dorf)
- Guntersrieth (Dorf)
- Hartmannshof (Pfarrdorf)
- Hegendorf (Dorf)
- Heldmannsberg (Pfarrdorf)
- Heuchling (Dorf)
- Hofstetten (Dorf)
- Hohenstadt (Pfarrdorf)
- Hubmersberg (Dorf)
- Hunas (Weiler)
- Kleinviehberg (Weiler)
- Mittelburg
- Pommelsbrunn (Pfarrdorf)
- Reckenberg (Weiler)
- Stallbaum (Dorf)
- Waizenfeld (Dorf)
- Wüllersdorf (Weiler)

Es gibt auf dem Gemeindegebiet die Gemarkungen Arzlohe, Eschenbach, Hartmannshof, Heldmannsberg, Hohenstadt, Hubmersberg und Pommelsbrunn. Die Gemarkung Pommelsbrunn hat eine Fläche von 6,413 km². Sie ist in 1870 Flurstücke aufgeteilt, die eine durchschnittliche Flurstücksfläche von 3430 m² haben. In ihr liegen neben dem namensgebenden Ort die Gemeindeteile Althaus, Appelsberg und Reckenberg.

### Nachbargemeinden
Nachbargemeinden sind (im Norden beginnend im Uhrzeigersinn): Hirschbach, Etzelwang, Weigendorf, Birgland, Alfeld, Happurg, Hersbruck und Vorra.

### Geologie
Pommelsbrunn befindet sich in der Hersbrucker Alb. Geologisch gehört die Hersbrucker Alb zum Frankenjura. Die zahlreichen Bachtäler haben sich tief in die Hochflächen der Albüberdeckung eingeschnitten. In der charakteristischen Juralandschaft des großräumigen Gemeindegebiets treten die darunter anstehenden geologischen Schichten Weißer Jura (Malm) und Brauner Jura (Dogger) zutage. Diese geologischen Formationen bilden aus der Talperspektive eine typische Schichtstufenlandschaft.
Der Weiße Jura ist die bestimmende geologische Einheit in Pommelsbrunn. Formationen von Mergel-, Kalk- und Dolomitstein prägen das vielfältig gegliederte Hügelland. Auf den Hochflächen der Frankenalb kommt zudem Riffdolomit vor. In dem massigen Dolomitstein treten teils Fossilien auf. Die Täler von Pegnitz, Högenbach, Hirschbach und Gehresbach weisen quartäre Talfüllungen auf und an den Hangbereichen treten Brauner Jura mit Eisensandstein-Formation an die Oberfläche.
Im Umfeld von Heuchlichen und Bürtel sowie südlich und südwestlich von Hegendorf werden die Juraschichten von einem Deckgebirge mesozoischer und jungpaläozoischer Schichten aus der Kreidezeit überlagert. In diesen Bereichen ist geologisch die Danubische Kreide-Gruppe bestimmend.

### Klima
Pommelsbrunn liegt in der kühl-gemäßigten Klimazone und weist ein humides Klima auf. Die Gemeinde befindet sich im Übergangsbereich zwischen dem feuchten atlantischen und dem trockenen Kontinentalklima. Nach der Klimaklassifikation von Köppen/Geiger zählt Pommelsbrunn zum gemäßigten Ozeanklima (Cfb-Klima). Dabei bleibt die mittlere Lufttemperatur des wärmsten Monats bei 23 °C und die des kältesten Monats über −1 °C.
Die Niederschlagsmenge beträgt im Jahresmittel 906 mm, wobei ein Übergewicht im Sommer zu verzeichnen ist. Der Juli ist mit 91 mm der niederschlagreichste Monat. Im April fallen mit 59 mm die wenigsten Niederschläge. Über das gesamte Jahr ergibt sich eine mittlere Temperatur von 9,2 °C. Der Juli ist mit durchschnittlich 18,6 °C der wärmste Monat im Jahresverlauf. Im Januar sind die niedrigsten Temperaturen mit durchschnittlich −0,4 °C zu verzeichnen.
|                        | Jan  | Feb  | Mär | Apr  | Mai  | Jun  | Jul  | Aug  | Sep  | Okt  | Nov | Dez  |   |      |
| Mittl. Temperatur (°C) | −0,4 | 0,3  | 4,2 | 9,1  | 13,4 | 16,9 | 18,6 | 18,3 | 14,1 | 9,5  | 4,4 | 0,9  | ⌀ | 9,2  |
| Mittl. Tagesmax. (°C)  | 2,2  | 3,9  | 8,4 | 13,8 | 17,8 | 21,2 | 23,0 | 22,7 | 18,3 | 13,2 | 7,1 | 3,2  | ⌀ | 12,9 |
| Mittl. Tagesmin. (°C)  | −2,8 | −2,9 | 0,3 | 4,3  | 8,7  | 12,1 | 14,0 | 13,9 | 10,2 | 6,3  | 2,1 | −1,1 | ⌀ | 5,5  |
|                        |      |      |     |      |      |      |      |      |      |      |     |      |   |      |
| Niederschlag (mm)      | 76   | 60   | 73  | 59   | 81   | 88   | 91   | 83   | 70   | 70   | 74  | 81   | Σ | 906  |
|                        |      |      |     |      |      |      |      |      |      |      |     |      |   |      |
| Sonnenstunden (h/d)    | 2,7  | 4,1  | 5,5 | 8,3  | 9,3  | 10,7 | 10,8 | 9,8  | 6,9  | 4,8  | 3,0 | 2,6  | ⌀ | 6,6  |
|                        |      |      |     |      |      |      |      |      |      |      |     |      |   |      |
| Regentage (d)          | 10   | 8    | 10  | 9    | 10   | 10   | 10   | 9    | 8    | 9    | 9   | 11   | Σ | 113  |

| −2,8 |

| −2,9 |

| 0,3 |

| 4,3 |

| 8,7 |

| 12,1 |

| 14,0 |

| 13,9 |

| 10,2 |

| 6,3 |

| 2,1 |

| −1,1 |

| −2,8 |

| −2,9 |

| 0,3 |

| 4,3 |

| 8,7 |

| 12,1 |

| 14,0 |

| 13,9 |

| 10,2 |

| 6,3 |

| 2,1 |

| −1,1 |

| N i e d e r s c h l a g | 76  | 60  | 73  | 59  | 81  | 88  | 91  | 83  | 70  | 70  | 74  | 81  |
|                         | Jan | Feb | Mär | Apr | Mai | Jun | Jul | Aug | Sep | Okt | Nov | Dez |

## Geschichte

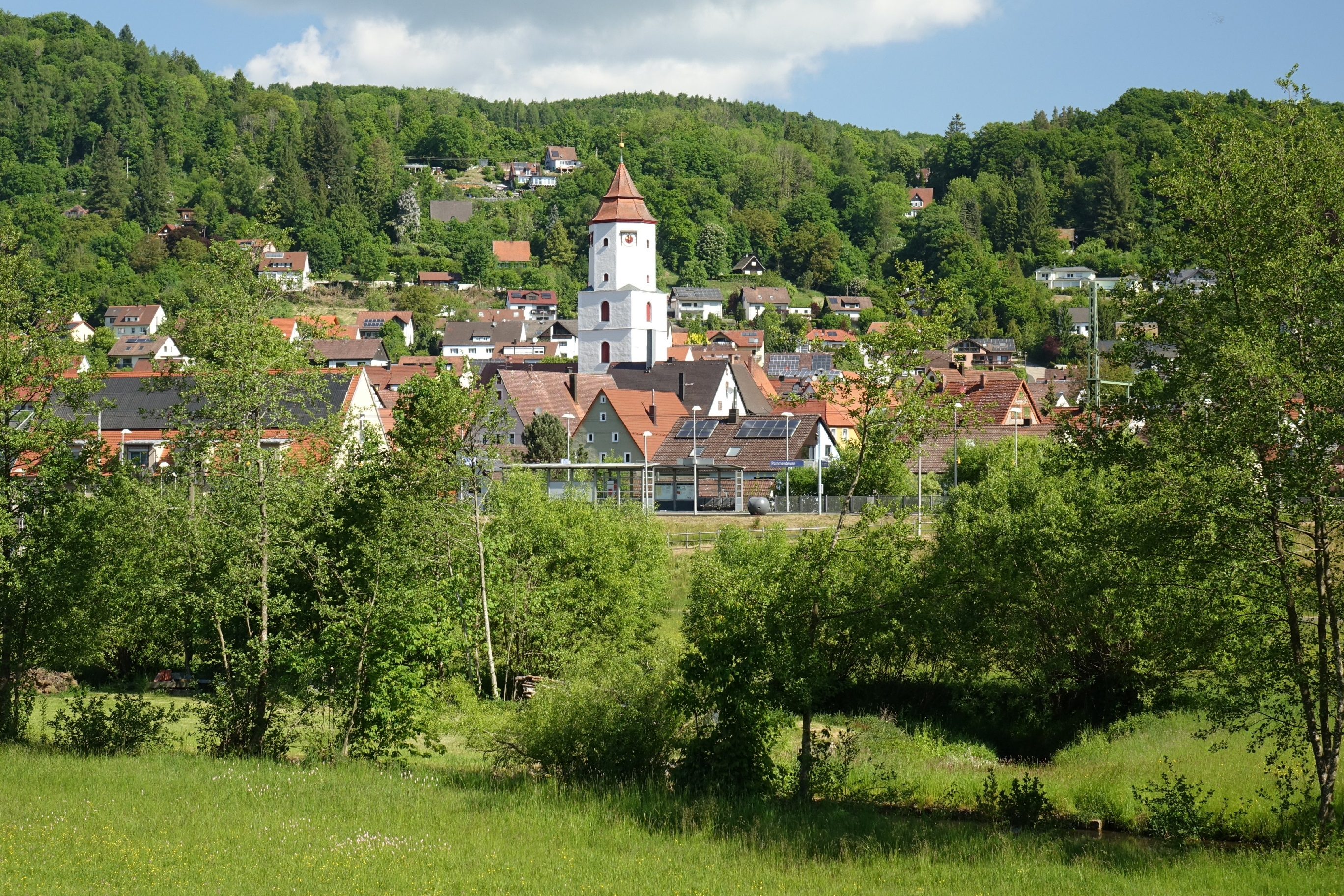
Blick auf Pommelsbrunn

### Bis zur Gemeindegründung
Als „Paumolsprunne“ wurde der Ort im Salbuch des Klosters Engelthal von 1312 erstmals erwähnt. Paumol leitet sich von Paumold ab und bedeutet Baumwald, Prunne deutet auf Brunnen oder Quelle hin. Pommelsbrunn liegt an der Goldenen Straße von Nürnberg nach Prag.
Die abgegangene Burg „Altes Haus“ lag über dem Högenbachtal, südöstlich der Burg Lichtenstein; von ihr sind nur noch Wall- und Grabenreste vorhanden. Die vielleicht schon im 14. Jahrhundert zerstörte Burg gehörte als Lehen samt der Grundherrschaft den Schenken von Reicheneck auf Burg Reicheneck. Nahe der Straße von Pommelsbrunn nach Appelsberg wurden außerdem Grundmauerreste eines möglichen Burghüterguts gefunden, das mit dem seit 1426 urkundlich nachweisbaren „Rabenshof“ identisch sein könnte.
1349 fiel die Oberherrschaft mit der Burg Lichtenstein und anderen pfälzischen Landstrichen durch Heirat an den böhmischen König und späteren Kaiser Karl IV. Durch einen Gebietstausch Karls mit seinem Schwiegersohn kam Pommelsbrunn 1373 mit weiten Teilen der Oberen Pfalz an den Markgrafen Otto und wurde bayerisch. Im Ersten Markgrafenkrieg (1449–1450) wurde Pommelsbrunn niedergebrannt.
Im Landshuter Erbfolgekrieg (1504) eroberten die Nürnberger ausgedehnte pfälzische Gebiete, der Ort wurde erneut niedergebrannt und fiel an die Reichsstadt Nürnberg. Die Grundherren waren Nürnberger Patrizierfamilien, darunter bis 1942 die Behaim. Im Dreißigjährigen Krieg zog der schwedische König Gustav Adolf mit seinen Truppen durch das Gemeindegebiet. Jahrhundertelang bestand das Dorf Pommelsbrunn nur aus 39 Anwesen. Nach den Napoleonischen Kriegen, der Auflösung des Heiligen Römischen Reiches und der Zerschlagung der Reichsstände kam Pommelsbrunn 1806 zum Königreich Bayern. Im Jahr 1818 entstand die Gemeinde.

### Eingemeindungen
Die Gemeinde Pommelsbrunn wurde im Rahmen der Gebietsreform am 1. Januar 1972 aus den ehemals selbstständigen Gemeinden Eschenbach, Hohenstadt (teilweise), Hubmersberg, Arzlohe (teilweise) und Pommelsbrunn gebildet. Hartmannshof kam am 1. Januar 1977 hinzu.

### Religionen
Die Bevölkerung ist mehrheitlich evangelisch. In Pommelsbrunn, Hartmannshof und in Heldmannsberg gibt es katholische Kirchen, evangelische Kirchen befinden sich in Pommelsbrunn, Eschenbach, Hohenstadt und Hartmannshof.

### Einwohnerentwicklung

#### 1840 bis 1987
Die Bevölkerungszahl hat sich in Pommelsbrunn zwischen 1840 und dem Zweiten Weltkrieg nur langsam erhöht. Lebten 1840 noch 2498 Menschen in der Gemeinde, stieg die Einwohnerzahl bis 1950 auf 6249 und war danach bis Ende der 1980er Jahre rückläufig.
| Jahr          | 1840 | 1871 | 1900 | 1925 | 1939 | 1950 | 1961 | 1970 | 1987 |
| Einwohnerzahl | 2498 | 2949 | 3429 | 3671 | 3720 | 6249 | 5008 | 4772 | 4786 |

Quelle: Bayerisches Landesamt für Statistik

#### Ab 2005
Die Einwohnerentwicklung von Pommelsbrunn war nach der Jahrtausendwende rückläufig. Am 31. Dezember 2011 betrug die Amtliche Einwohnerzahl nach der Volkszählung im Rahmen des Zensus 2011 lediglich 5189.
| Jahr          | 2005 | 2006 | 2007 | 2008 | 2009 | 2010 | 2011 | 2012 | 2013 | 2014 | 2015 | 2016 |
| Einwohnerzahl | 5407 | 5387 | 5339 | 5330 | 5290 | 5238 | 5189 | 5138 | 5164 | 5151 | 5155 | 5239 |

Quelle: Bayerisches Landesamt für Statistik

## Politik
- FW: 6
- SPD: 5
- CSU: 5
- Grüne: 4

FW einschließlich FWG

### Gemeinderat
Der Gemeinderat hat 20 Mitglieder. Weiteres Mitglied und Vorsitzender des Gemeinderates ist der  Erste Bürgermeister. Bei der Kommunalwahl vom 15. März 2020 haben von den 4.401 stimmberechtigten Einwohnern in der Gemeinde Pommelsbrunn 2.736 von ihrem Wahlrecht Gebrauch gemacht, womit die Wahlbeteiligung bei 62 % lag.

### Bürgermeister
Bei der Bürgermeisterwahl vom 8. Oktober 2023 wurde Armin Haushahn (Freie Wähler) mit 53,9 % der Stimmen gewählt.

### Wappen
| Wappen von Pommelsbrunn | Blasonierung: „Über blauem Spitzenschildfuß mit sieben Spitzen in Silber ein von Rot und Schwarz gespaltener goldbewehrter Doppeladler, belegt mit einem von Silber und Blau geteiltem Schildchen, darin oben ein wachsender schwarzer Bär.“ |
| Wappen von Pommelsbrunn | Wappenbegründung: Der Doppeladler steht für die beiden ehemals wichtigsten Herrschaftsinhaber im Gemeindegebiet: die Markgrafen von Brandenburg-Ansbach/Brandenburg-Bayreuth und die Reichsstadt Nürnberg. Die Markgrafen führten den roten brandenburgischen Adler im Wappen, die Reichsstadt Nürnberg den schwarzen Reichsadler. Auf den Ort Eschenbach verweist der Spitzenschildfuß aus dem Wappen der Ebner von Eschenbach, die ehemals wichtigsten Grundherren in Eschenbach. Die sieben Spitzen stellen die sieben Orte der Gemeinde dar. Der Herzschild mit dem Bären erinnert an die bereits im Mittelalter ausgestorbenen Herren von Lichtenstein. Die Farben Silber und Blau erinnern an das Kurfürstentum Bayern, das ebenfalls für das Gemeindegebiet von Bedeutung war. |

### Gemeindepartnerschaften
Mit Mildenau im Erzgebirge besteht eine Gemeindepartnerschaft.

## Kultur und Sehenswürdigkeiten

### Pommelsbrunn

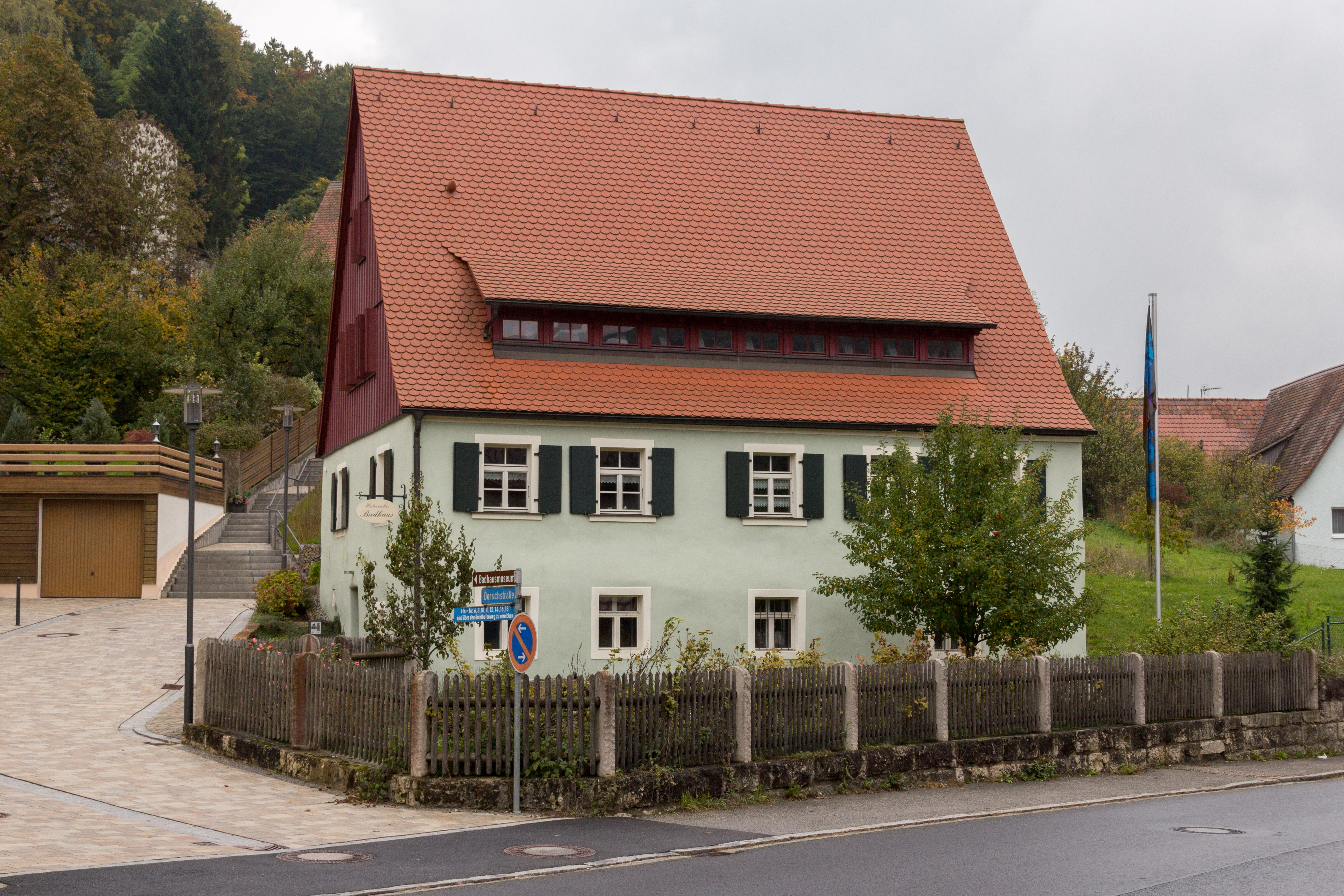
Das Badhaus

Das historische Badhaus ist das einzige erhaltene Badhaus Deutschlands im ländlichen Raum. Ein Stiftungsbrief vom 24. September 1486 stellt die erste urkundliche Erwähnung des Gebäudes dar. In diesem übertrug Eberhart von Mistelbeck das Badhaus der Kirche. Es war bis 1867 in Betrieb. Im ehemaligen Badbereich des historischen Gebäudes wurde 2011 ein Museum für mittelalterliche Badekultur eingerichtet.
Das Naturkundliche Heimatmuseum befindet sich im ehemaligen Schulhaus der Gemeinde. Die dargestellte Naturkunde umfasst neben Kulturlandschaften, Mineralien auch Höhlen und Fossilien.
Die weit sichtbare evangelisch-lutherische Sankt-Laurentiuskirche prägt das Ortsbild von Pommelsbrunn. Die erste urkundliche Erwähnung der Kirche ist für das Jahr 1393 belegt. Im Jahre 1403 wurde die Pfarrkirche erstmals unter dem Namen St. Lorenz geführt. Bis zum Jahre 1526 fungierte sie als Filialkirche von Happurg. Das Untergeschoss des 43,05 Meter hohen Chorturmes stammt aus dem 14. Jahrhundert und trägt romanische Züge. Größere Umbauarbeiten erfolgten 1693 sowie 1726–31 und bestimmen das heutige Erscheinungsbild des Sakralbaus. Die Stuckarbeiten im Innenraum der barocken Kirche wurden nach Entwürfen von Donato Pollini durch Phillip Jakob Schmutzer ausgeführt. Zahlreiche Gemälde, insbesondere das große Deckengemälde Ausgießung des Heiligen Geistes stammen von Johann Christoph Reich.
Der Felsen Zankelstein – ein 537 Meter hoher Talturm (Geotop) – ragt hoch über dem Ostrand von Pommelsbrunn. Der Pommelsbrunner Haus- und Aussichtsberg ist bis auf die hinteren Zwillingstürme leicht zu besteigen. Auf der Höhe bietet sich ein schöner Panoramablick auf Pommelsbrunn im Högenbachtal und auf das Pegnitztal im Westen sowie die umgebenden Höhen.
Die Burgruine Lichtenstein, eine hochmittelalterliche Adelsburg, liegt weit oberhalb der Ortschaft Pommelsbrunn.
Pommelsbrunn war der Wintersitz der Patrizierfamilie Behaim von Schwarzbach auf Kirchensittenbach. Der letzte männliche Vertreter der Familie ist 1942 in dem Ort verstorben, (siehe auch: Martin Behaim, Martin Behaims Erdapfel).

### Eschenbach

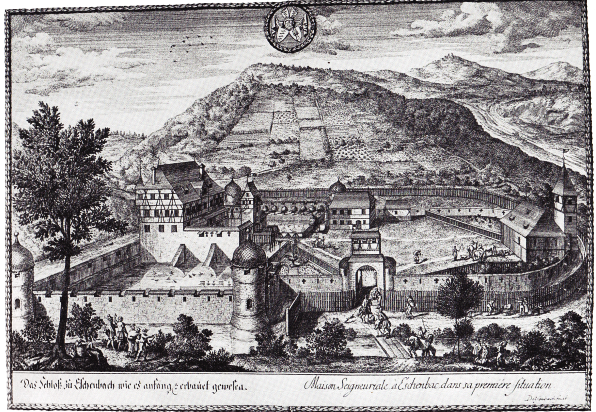
Kupferstich des Schlosses Eschenbach von Johann Adam Delsenbach, 1725

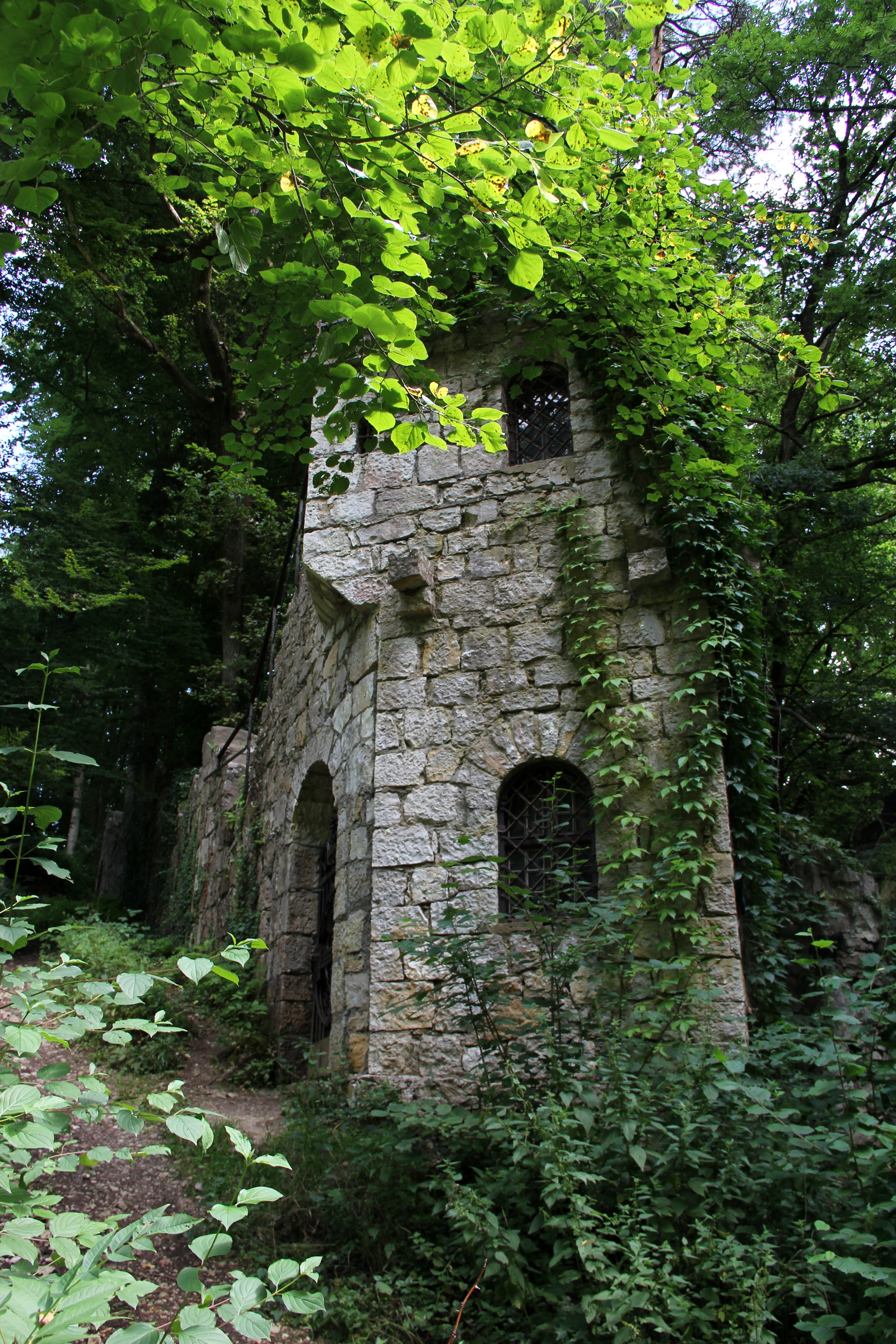
Wengleinpark

Das Schloss Eschenbach der ehemaligen Patrizierfamilie und Grundherren Ebner von Eschenbach, auch Ebnerschloss genannte, befindet sich im Ortsteil Eschenbach und ist seit etwa 1508 im Familienbesitz. Das Schloss stellt eine ehemalige Wasserburg dar. Ein rechteckiger, dreigeschossiger, massiver Palas mit zeitgleichem Flügelbau aus dem Jahre 1554/55 bildet die architektonische Grundstruktur. Im Jahre 1885 wurde ein Spitzhelmturm hinzugefügt. An der Südseite des Innenhofs befindet sich eine Mauer mit umlaufenden Wehrgang.
Die evangelisch-lutherische Pfarrkirche Sankt Paul zu Eschenbach stellt die Mutterpfarrei von Vorra, Alfalter und Hirschbach dar. Die Pauluskirche wurde durch Bischof Gundekar II. von Eichstätt zwischen 1057 und 1075 geweiht. Anfang des 14. Jahrhunderts wurde der Chorturm errichtet. Das Langhaus stammt aus dem 14./15. Jahrhundert. Mehrere Umbauten erfolgten in den Jahren 1445 und 1669. Das Langhaus wurde 1760 neugebaut. An das Gotteshaus schließt ein Kirchfriedhof an. Ein Teil der Friedhofsbefestigung stammt aus dem 15. Jahrhundert und besteht aus Kalkstein.
In Eschenbach befindet sich das Naturschutzzentrum Wengleinpark. Im Jahre 1922 kaufte der Unternehmer und Naturliebhaber Carl Wenglein historische Hutangerflächen an einem Steilhang bei Eschenbach und entwickelte darauf in den 1930er Jahren eines der ersten deutschen Naturschutzareale zu Bildungs- und Erholungszwecken. Ein Schwerpunkt der Arbeit liegt heute auf einem Hutangerprojekt, das die Pflege des Eschenbacher Kühanger zum Gegenstand hat.

### Hartmannshof
Das ehemalige Bahnhofsgebäude in Hartmannshof wurde 1992 von Kurt Tausendpfund, dem Inhaber der dortigen Sebald-Zement-Werke erworben. 2011 wurde in dem Gebäude der Urzeitbahnhof Hartmannshof eröffnet, in dem auch steinzeitliche Fundstücke aus der Höhlenruine von Hunas gezeigt werden. Weiterhin führt anhand von Funden aus der Archäologischen Kleinregion Hartmannshof ein chronologisch konzipierter Rundgang durch 12 000 Jahre Menschheitsgeschichte von den letzten Eiszeitjägern über alle folgenden Epochen bis zum Ende der keltischen Zivilisation (15 v. Chr.).

### Arzlohe

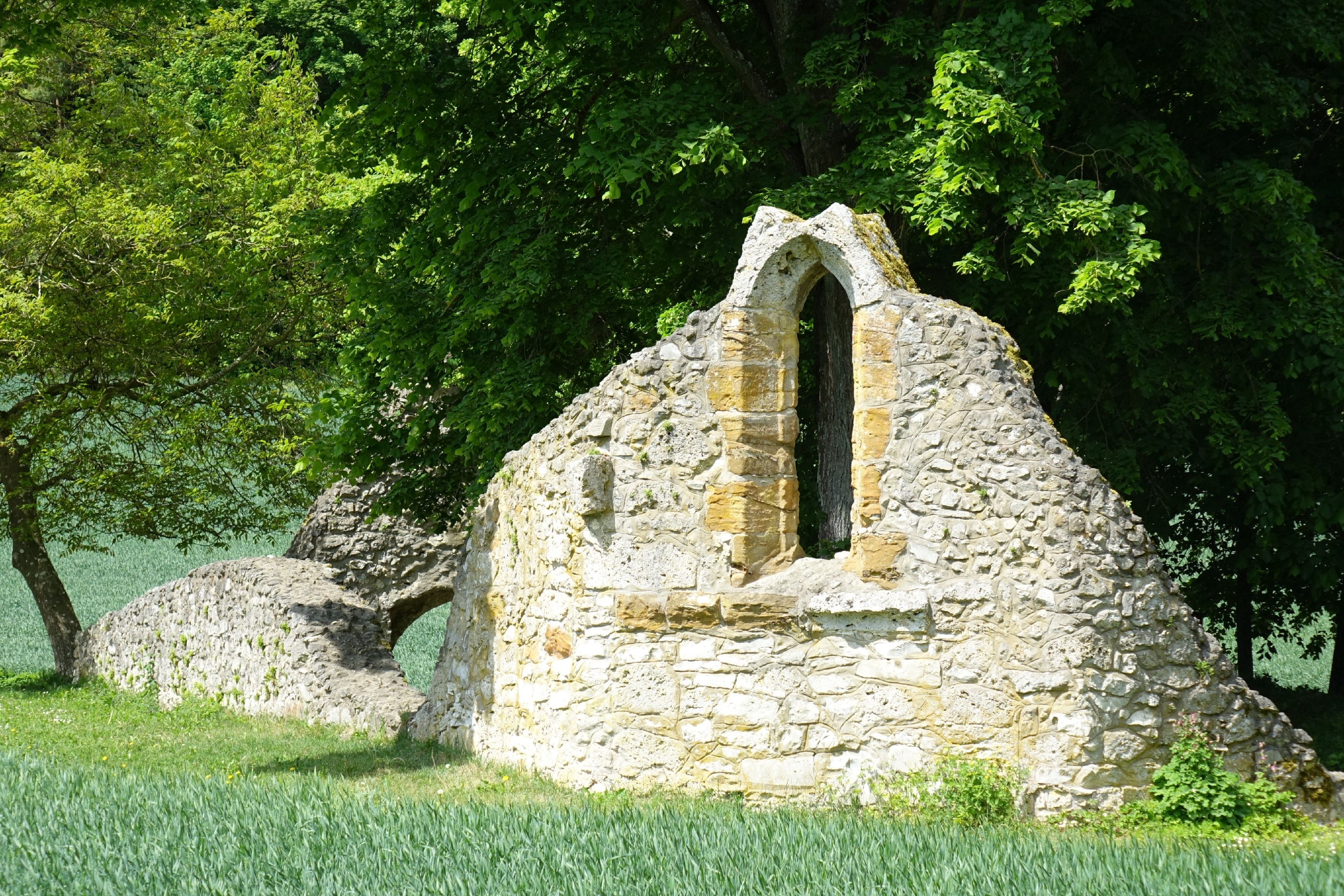
Die Ruine der Kapelle St. Rochus und St. Leonhard

Südlich des Dorfes Arzlohe befindet sich die Ruine der Kapelle St. Rochus und St. Leonhard. Die Kapelle entstand im 13./14. Jahrhundert und wurde den beiden Schutzheiligen gegen Pest und Seuche Rochus von Montpellier und Leonhard von Limoges geweiht. Später hat sich im Volksmund der Name „Zum Heiligen Baum“ eingebürgert. Der einschiffige, spätgotische Sakralbau aus Kalk-Bruchstein war bereits Ende des 15. Jahrhunderts eine Ruine. Die Kapelle befindet sich auf freiem Feld und wird von einer Baumgruppe umschlossen. Der Ort, auf dem die Ruine steht, könnte aufgrund des volkstümlichen Namens („Zum Heiligen Baum“) eine frühere, vorchristliche Kultstätte darstellen, die sich später zu einem Wallfahrtsplatz entwickelte. Auch in der Gegenwart findet zur Jakobi-Kirchweih am Sonntag vor dem Jakobstag noch eine evangelische Prozession von Pommelsbrunn zur Kapellenruine statt.

### Heldmannsberg

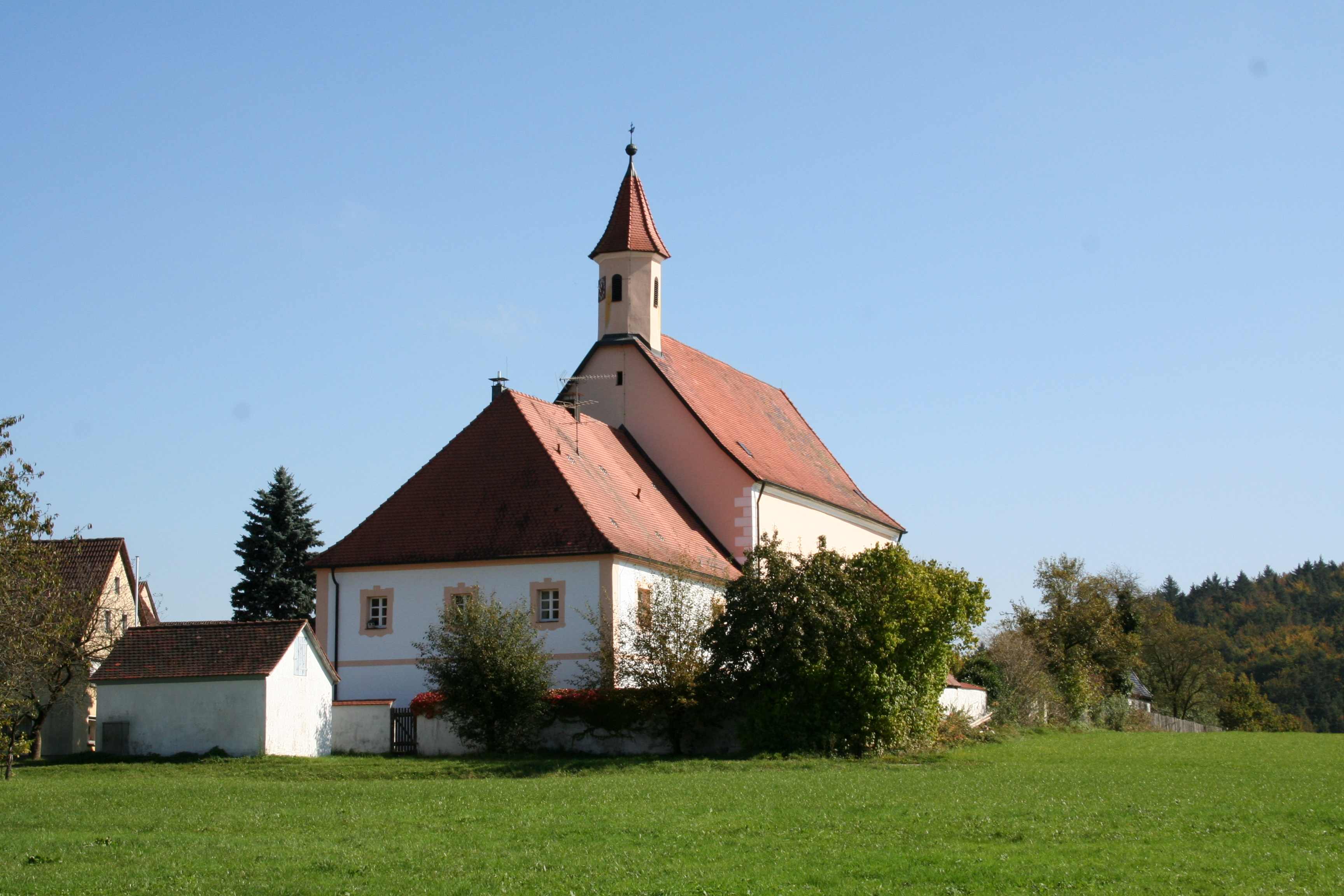
Katholische Pfarrkirche Maria Himmelfahrt

Die kurbaierische Regierung veranlasste die Entstehung der katholischen Pfarrkirche Maria Himmelfahrt im Zuge der Gegenreformation für die im Nürnberger Gebiet befindliche Enklave der Oberpfalz. Die Katholiken lebten seit vielen Jahrhunderten in diesem Raum zerstreut im evangelischen Umfeld. Das Gotteshaus mit Saalbau und nicht eingezogenem ⅜-Chor wurde in den Jahren 1672–1674 nach den Plänen von Wolfgang Hurstetter im reinen Barockstil errichtet. Im späten 17. Jahrhundert wurde der angrenzende Kirchfriedhof mit einer Steinmauer mit reich gegliedertem Portal umschlossen. Wallfahrten zur katholischen Pfarrkirche waren Ausgangspunkt von Streitigkeiten zwischen der Reichsstadt Nürnberg und den Kurbaiern.

### Hunas

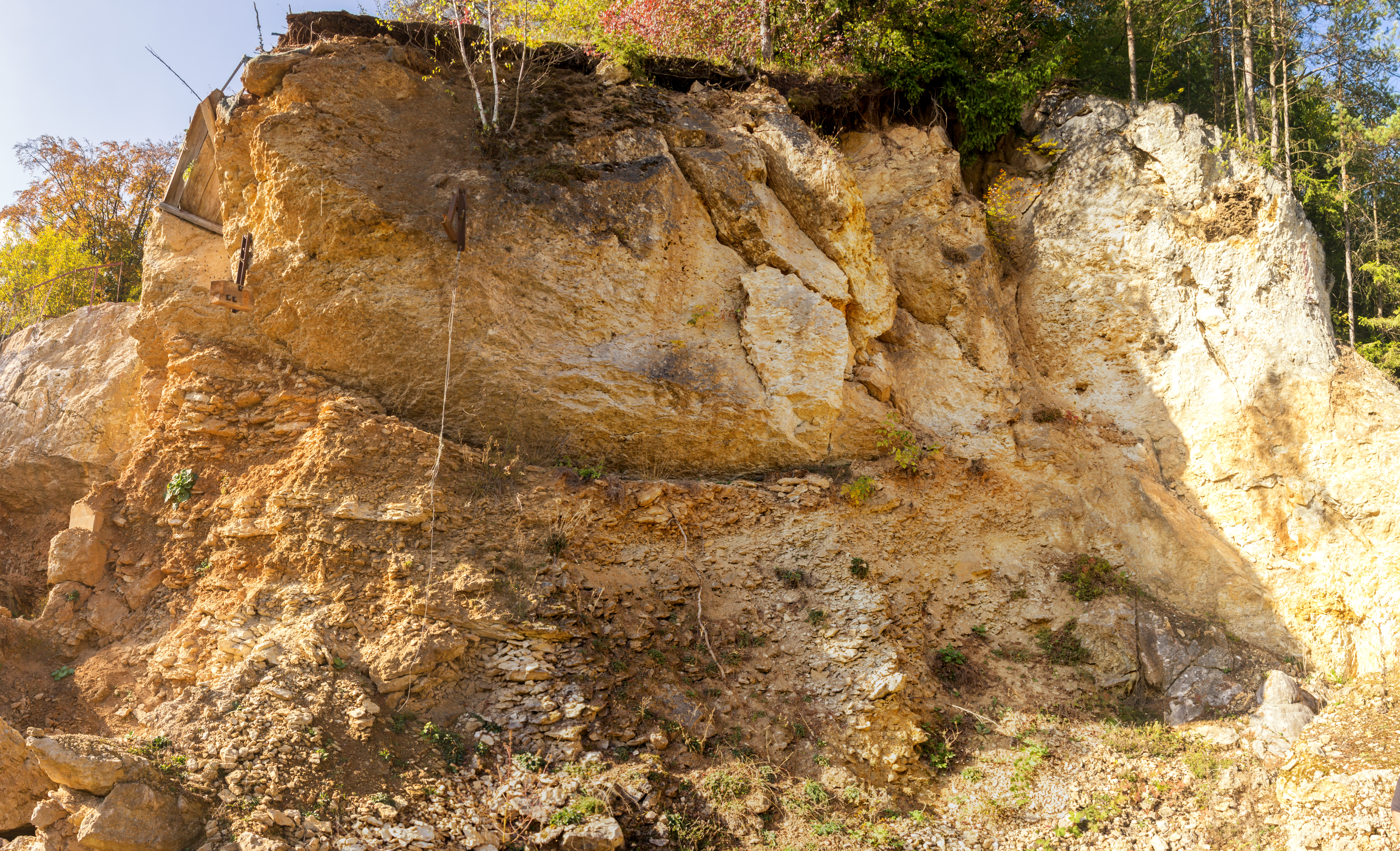
Höhlenruine bei Hunas

Steinzeitliche Funde wurden in der Höhlenruine am Steinberg nachgewiesen. Der Erlanger Paläontologe Florian Heller entdeckte 1956 die verfüllte Höhle bei Hunas. Die Höhleruine veranschaulicht die Geschichte des eiszeitlichen Menschen.

### Denkmäler
In Pommelsbrunn erinnert unterhalb des Naturfreundehauses ein Denkmal an die gefallenen und vermissten deutschen Soldaten der Umgebung im Zweiten Weltkrieg. Vor Pommelsbrunn Richtung Hubmersberg befindet sich ein KZ-Mahnmal.

### Sport
In Pommelsbrunn gibt es den Sportverein SC Pommelsbrunn (mit je einer Fußball-, Tennis-, Leichtathletik- und Gymnastikabteilung). Darüber hinaus gibt es den SV Hartmannshof, den SC Eschenbach und den SV Hohenstadt.

### Wander- und Radwege
Pommelsbrunn entwickelte sich mit dem Ausbau der Ostbahn Nürnberg-Amberg (1859) zum Ausflugs- und Erholungsort für die Nürnberger Stadtbevölkerung. Zahlreiche Wanderwege verlaufen durch die attraktive Juralandschaft der Hersbrucker Schweiz.
Der überregionale Fünf-Flüsse-Radweg führt an Pommelsbrunn vorbei. Der Paneuropa-Radweg verbindet die beiden Hauptstädte Paris und Prag.

## Schutzgebiete

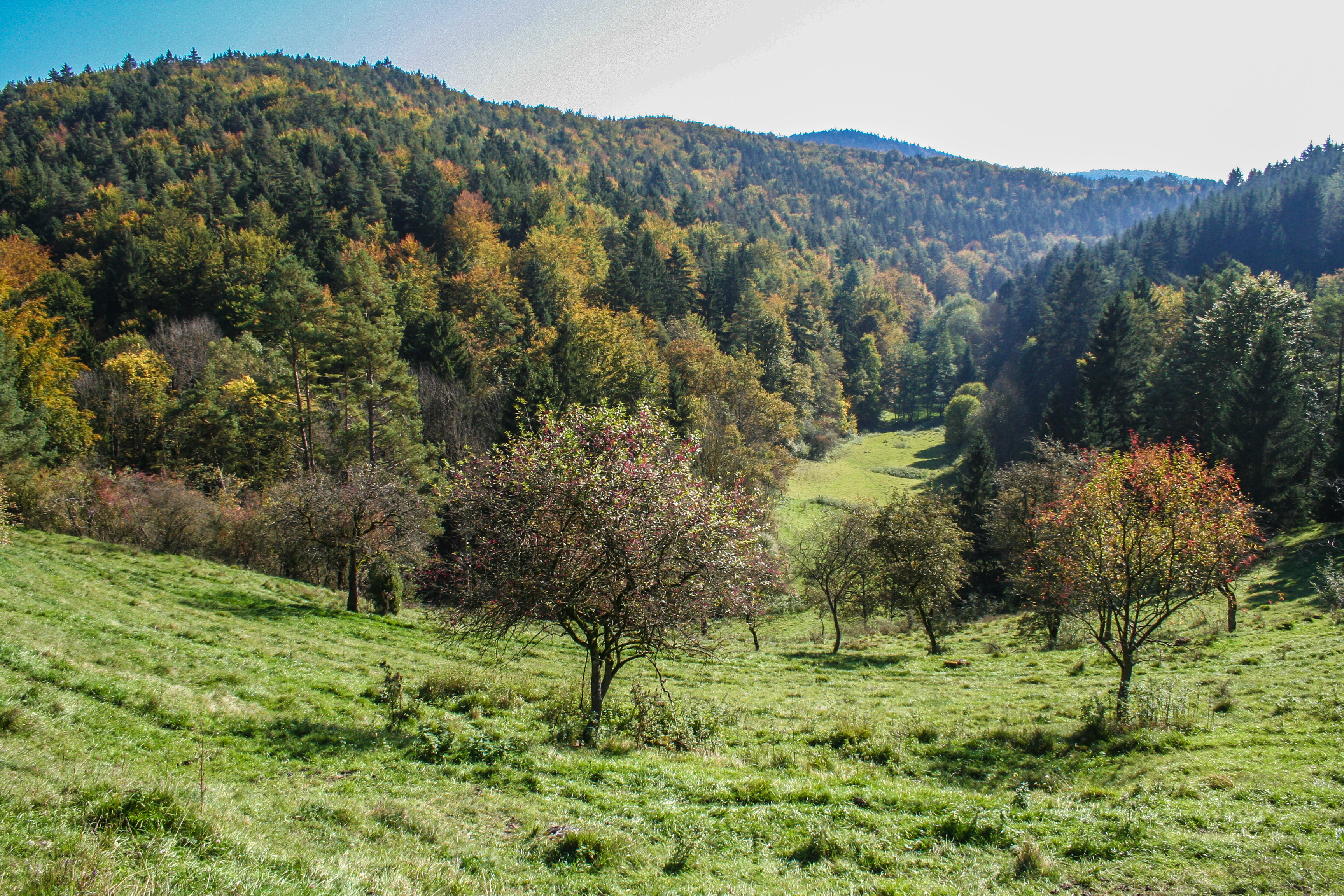
Naturschutzgebiet Schottental bei Heldmannsberg

### Naturschutzgebiet
Nahe beim Pommelsbrunner Gemeindeteil Heldmannsberg befindet sich das 42 Hektar umfassende Naturschutzgebiet Schottental bei Heldmannsberg. Geschützt wird die Albsituation des Schottentales mit naturnahen Wäldern, Kalkmagerrasen, Quellfluren, Feuchtgebieten und Feldgehölzstrukturen.

### Landschaftsschutzgebiet
Der Naturraum des Gemeindegebiets von Pommelsbrunn ist mit Ausnahme der Siedlungskörper durch das 21.890,2 Hektar große Landschaftsschutzgebiet Nördlicher Jura geschützt. Die Ausweisung des im Landkreis Nürnberger Land flächenmäßig größten Landschaftsschutzgebiets erfolgte bereits im Jahre 1985.

### Geschützte Landschaftsbestandteile
Der Fischbrunner Anger in der Gemarkung Hubmersberg steht als geschützter Landschaftsbestandteile unter Naturschutz. Die historische Hutangerfläche mit ihrem überwiegenden Bestand an Kalkmagerrasen und naturnahen Waldbereichen weist einen besonderen landschaftlichen Reiz mit einer langen Kulturlandschaftsgeschichte auf.
Der geschützte Landschaftsbestandteil Geiskirche in der Gemarkung Eschenbach bildet eine typische kleinteilige Albsituation der Felskuppen am Talhang der Pegnitz mit naturnahen Wäldern, Felsen und Kalkmagerrasen ab.

### Natura-2000 Gebiet
Die Traufhänge der Hersbrucker Alb sind als europäisches Schutzgebiet an die Europäische Kommission gemeldet und somit Bestandteil des Netzwerkes Natura 2000. Das 1472 Hektar große Fauna-Flora-Habitat-Gebiet (FFH-Gebiete) umfasst sieben Teilflächen, welche in den Gemeinden Happurg, Hersbruck, Kirchensittenbach, Pommelsbrunn, Vorra und Weigendorf liegen. Der bewaldete Albtrauf mit den charakteristischen Kalk- und Dolomitfelsen ist ökologisch besonders hochwertig. Neben naturnahen Buchen- und Blockschuttwäldern prägen großflächige Blockschutthalden und offene Kalkschuttfluren den vielfältig gegliederten Naturraum. Die vielfältigen Lebensräume bieten seltenen und gefährdeten Tier- und Pflanzenarten geeignete Standortbedingungen. Das Große Mausohr (Myotis myotis) und die Schlingnatter (Coronella austriaca) besiedeln die offenen Landschaften des Schutzgebiets.

## Wirtschaft und Infrastruktur

### Industriegebiet
Obwohl Pommelsbrunn nur eine kleine Gemeinde ist, hat das Dorf in der Nähe des ehemaligen Bahnhofes ein eigenes Industriegebiet.

### Bahnstationen
In der Gemeinde Pommelsbrunn gibt es drei Bahnstationen mit unterschiedlichen Verbindungen:
- Pommelsbrunn wird seit 12. Dezember 2010 durch die S-Bahn Nürnberg, Linie S 2 (bis 2023 Linie S 1), bedient. Dazu erhielt es auch einen neuen ortsnahen Haltepunkt. Damit endete zugleich für den am westlichen Ortsrand gelegenen Bahnhof der Personenverkehr, dieser Bahnhof ist nunmehr Betriebsstelle ohne Personenverkehrshalt.

| Linie | Verlauf | Takt   |
| ----- | --- | ------ |
| S2    | Roth – Büchenbach – Rednitzhembach – Schwabach – Schwabach-Limbach – Katzwang – Reichelsdorfer Keller – Nürnberg-Reichelsdorf – Nürnberg-Eibach – Nürnberg-Sandreuth – Nürnberg-Steinbühl – Nürnberg Hbf – Nürnberg-Dürrenhof – Nürnberg Ostring – Nürnberg-Mögeldorf – Nürnberg-Rehhof – Nürnberg-Laufamholz – Schwaig – Röthenbach (Pegnitz) – Röthenbach-Steinberg – Röthenbach-Seespitze – Lauf West – Lauf (links Pegnitz) – Ottensoos – Henfenfeld – Hersbruck (links Pegnitz) – Happurg – Pommelsbrunn – Hartmannshof Stand: Fahrplanwechsel Dezember 2023 | 60 min |
- Der Bahnhof Hartmannshof ist Endpunkt der S 2. Dort halten außerdem die Regional-Express-Züge Nürnberg–Weiden/Schwandorf.
- Der Haltepunkt Hohenstadt wird von der Regionalbahnen der Verbindung Nürnberg – Hersbruck (rechts der Pegnitz) – Neuhaus an der Pegnitz bedient.

### Soziales
Pommelsbrunn hat eine Grundschule und mehrere Kindergärten. Außerdem befindet sich ein Altenheim im Ort.

## Persönlichkeiten

### Söhne und Töchter der Gemeinde
- Johannes Zeltner (1805–1882), Nürnberger Industrieller und Ehrenbürger in Wittenberg
- Wilhelm Strobel (1931–2010), Ökonom und Professor für Betriebswirtschaftslehre

### Mit Pommelsbrunn verbunden
- Ernst Pflaumer (1905–1985), Künstler, von 1931 an in Hohenstadt lebend